# Łańcuch prezydenta Poznania

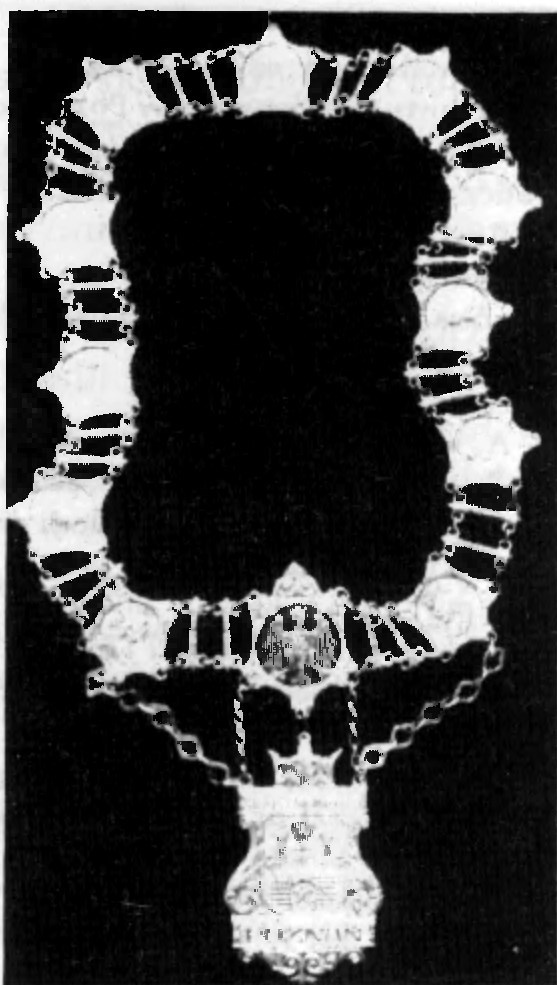

Łańcuch prezydenta Poznania – łańcuch symbolizujący władzę w mieście noszony przez prezydenta miasta Poznania podczas oficjalnych uroczystości.
12 sierpnia 1896 Rada Miasta wystąpiła z wnioskiem do Cesarza Wilhelma II o nadanie nadburmistrzowi Poznania, Richardowi Wittingowi, prawa noszenia złotego łańcucha urzędowego. Cesarz zatwierdził wniosek 31 sierpnia, a radni zostali o tym poinformowani 24 września 1896. Koszt łańcucha (2278 marek), zgodnie z ustaleniami Rady Miasta z 15 października 1896, miał być pokryty z kasy miasta. Łańcuch nadburmistrza Poznania został wykonany w warsztacie Antoniego Starka. Był złoty, miał 42 ogniwa, zdobiony był herbem Poznania i medalionem z portretem Fryderyka Wilhelma III, obydwa zawieszone na dwóch łańcuszkach. Wokół medalionu z herbem Poznania widniał napis: Provinzialhauptstadt Posen, a na rewersie wygrawerowany był tekst: Verliehen durch A[llerchöchste] K[abinetts] O[rdre] vom 31.8.96 dem Oberbürgemeister Witting. Medal ten otoczony był koroną w kształcie murów miejskich. Wokół drugiego medalionu znajdował się napis: Friedrich Wilhelm III, König von Preussen, Gründer der Städteordnung MDCCCXXXI. Do przechowywania łańcucha wykonane zostało etui ze srebrnym pozłacanym herbem Poznania.
Następca Wittinga, Ernst Wilms, najprawdopodobniej nie miał prawa do noszenia łańcucha urzędowego; korzystał jednak z łańcucha wykonanego dla Wittinga (fot.). Łańcuch został przekazany na cele wojenne, zgodnie z nakazem Ministra Spraw Wewnętrznych, Friedricha Wilhelma von Loebela, i przetopiony w 1917 (oprócz medalionu z herbem miasta). Przed oddaniem łańcucha, sporządzona została jego żelazna kopia.
Obecny łańcuch (fot.) ufundował prezydent Cyryl Ratajski w 1923. Został zaprojektowany przez Jana Wysockiego i nawiązywał do epoki renesansu. Składa się z 12 połączonych ogniwami medalionów, na jednym z nich herb Poznania z napisem STOŁECZNE MIASTO POZNAŃ (fot.), a na pozostałych jedenastu emblematy, m.in. przedstawiające królów oraz godło Polski. Ratajski zapłacił za niego przedwojenne 2844 zł. Waży 2 kilogramy, został wykonany z 830 g 22-karatowego złota. Najprawdopodobniej w procesie wyrobu nowego łańcucha przetopiony został medalion z łańcucha Wittinga. W 1927 Ministerstwo Spraw Wewnętrznych zezwoliło Ratajskiemu na noszenie łańcucha, ale pod warunkiem, że nie będzie on traktowany jak odznaczenie lub odznaka służbowa.
Podczas II wojny światowej łańcuch pozostawał w rękach okupacyjnych władz miasta. Pod koniec okupacji, w styczniu 1945, jeden z pracowników zarządu miejskiego, Józef Jaśkowiak, przejął i schował klucze do skarbca miejskiego. Mieszkał w Ratuszu wraz z rodziną i innymi osobami aż do wejścia wojsk radzieckich do Poznania. Dzięki temu łańcuch został zachowany. Za ukrycie łańcucha prezydenta Poznania i sreber z kolekcji przedwojennych prezydentów odpowiadał Andrzej Lutomski. Po wojnie korzystali z łańcucha prezydenci Poznania oraz Przewodniczący Prezydium Miejskiej Rady Narodowej.
W 2003 wartość łańcucha była wyceniana na 375 tys. zł. Jest zdeponowany w banku. Podczas uroczystości prezydent Poznania nosi kopię z pozłacanego srebra, wartą 6 tys. zł, która powstała w 2001.